# Microdiores
Genre
Microdiores est un genre d'araignées aranéomorphes de la famille des Zodariidae.

## Distribution
Les espèces de ce genre se rencontrent au Burundi, en Tanzanie et au Malawi.

## Liste des espèces
Selon World Spider Catalog (version 17.5, 18/10/2016) :
- Microdiores aurantioviolaceus Nzigidahera & Jocqué, 2010
- Microdiores chowo Jocqué, 1987
- Microdiores rwegura Nzigidahera & Jocqué, 2010
- Microdiores violaceus Nzigidahera & Jocqué, 2010

## Publication originale
- Jocqué, 1987 : Descriptions of new genera and species of African Zodariinae with a revision of the genus Heradida (Araneae, Zodariidae). Revue de zoologie africaine, vol. 101, no 2, p. 143-163.